# Anschlussbahn zum Kaliwerk Neubleicherode
| Widerlager der ehemaligen Brücke über die Straße Großbodungen–Hauröden |                      |                                   |                                   |
| Spurweite: | 1435 mm (Normalspur) |                                   |                                   |
| |                      |                                   |                                   |
| \| \| \| von Bleicherode \| \| \| \| 0,00 \| Großbodungen \| Großbodungen \| \| \| \| nach Herzberg \| \| \| \| \| Straße Großbodungen–Bischofferode \| \| \| \| \| nach Herzberg \| \| \| \| \| Straße Großbodungen–Hauröden \| \| \| \| \| Hauröder Bach \| \| \| \| 4,20 \| Werk Neubleicherode \| Werk Neubleicherode \| |                      |                                   |                                   |
| Strecke (außer Betrieb) |                      | von Bleicherode                   | von Bleicherode                   |
| Bahnhof (Strecke außer Betrieb) | 0,00                 | Großbodungen                      | Großbodungen                      |
| Verschwenkung von links (Strecke außer Betrieb) · Verschwenkung von rechts (Strecke außer Betrieb) |                      | nach Herzberg                     | nach Herzberg                     |
| Bahnübergang (Strecke außer Betrieb) · Bahnübergang (Strecke außer Betrieb) |                      | Straße Großbodungen–Bischofferode | Straße Großbodungen–Bischofferode |
| Kreuzung geradeaus oben (Strecken außer Betrieb) · Strecke nach rechts (außer Betrieb) |                      | nach Herzberg                     | nach Herzberg                     |
| Brücke (Strecke außer Betrieb) |                      | Straße Großbodungen–Hauröden      | Straße Großbodungen–Hauröden      |
| Brücke über Wasserlauf (Strecke außer Betrieb) |                      | Hauröder Bach                     | Hauröder Bach                     |
| Betriebs-/Güterbahnhof Streckenende (Strecke außer Betrieb) | 4,20                 | Werk Neubleicherode               | Werk Neubleicherode               |

Die Anschlussbahn zum Kaliwerk Neubleicherode war eine eingleisige Grubenanschlussbahn im Landkreis Eichsfeld in Thüringen. Sie zweigte von der Bahnstrecke Bleicherode–Herzberg in Großbodungen ab und führte zum Kaliwerk Neubleicherode.

## Verlauf
Die ungefähr 4,2 Kilometer lange Strecke zweigte im Bahnhof Großbodungen ab und verlief zunächst parallel der Bahnstrecke in Richtung Bischofferode. In einem Bogen überquerte sie dann die Bahnstrecke nach Bischofferode in Richtung Westen. Von dort führte die Anschlussbahn bis nahe dem südöstlichen Ortsrand von Hauröden und weiter in südliche Richtung abbiegend bis nach Neubleicherode in der Gemarkung von Neustadt im Eichsfeld.

## Geschichte
Der Streckenabschnitt von Bleicherode nach Großbodungen wurde im Jahr Oktober 1908 in Betrieb genommen. Bereits 18 Tage später wurde auch die Anschlussbahn nach Neubleicherode eröffnet, um Transportkapazitäten für das neuerrichtete Kaliwerk zu ermöglichen. Der Kaliabbau in Neubleicherode wurde aber bereits nach wenigen Jahren wieder eingestellt. Wann die Bahnstrecke aufgegeben wurde, ist nicht genau bekannt. In Karten der 1980er Jahre war sie schließlich nicht mehr verzeichnet. Erhalten geblieben sind lediglich einzelne Abschnitte des Bahndammes, einige Widerlager der Brücken und ein Lokschuppen in Neubleicherode.